# Sibaj
Sibaj è una città della Russia europea  centro-orientale (Repubblica Autonoma della Baschiria).

## Posizione geografica
Sibaj sorge sul pedemonte orientale degli Urali meridionali (massiccio del monte Irendyk), 457 km a sudest della capitale Ufa.

## Storia
La cittadina attuale si sviluppò a partire dal villaggio agricolo di Starosibaevo, nel territorio del quale furono scoperti, fra il 1913 e il 1939 alcuni importanti giacimenti di rame e altri metalli; dichiarato insediamento operaio (rabočij posëlok) nel 1938, ricevette invece status di città nel 1955.

## Economia
La cittadina ha un'economia prevalentemente industriale (metallurgia), conseguenza della vicinanza dei giacimenti metalliferi; sono presenti anche industrie alimentari.

## Infrastrutture e trasporti

### Aereo
La città dispone di un aeroporto con i voli di linea da/per Ufa operati dalla compagnia aerea russa Arkaim e dalla russa UTair.